# Pentelia impressifrons
Pentelia impressifrons är en skalbaggsart som beskrevs av Matsumoto 2005. Pentelia impressifrons ingår i släktet Pentelia och familjen Melolonthidae. Inga underarter finns listade i Catalogue of Life.